# Hedwig Verlinde
Hedwig Verlinde (Moorsele, 21 juli 1945 - Menen, 12 oktober 2009) was een Vlaams schrijver.

## Levensloop
Verlinde was een zoon van Germain Verlinde (1912-1996) en Maria Wylin (1908-1972). Hij trouwde met Trees Flamez en ze kregen drie kinderen. Hij volgde moderne humaniora in Kortrijk en hogere handelsstudie in Waregem. Hij was beroepshalve bediende in een glasbedrijf, verantwoordelijk voor de dienst verkoop. 
Literair werkte hij mee aan tijdschriften: aan Kreatief als redactielid en aan Yang als redactiesecretaris.
Hij publiceerde heel wat dichtbundels en schreef verschillende toneelstukken. Hij trad ook op als regisseur, onder meer bij de theatergroep 'Kernel'.
Hij overleed aan een hartaderbreuk.
In maart-april 2012 werd in Moorsele een tentoonstelling gewijd aan zijn leven en werk. De tentoonstelling presenteerde zijn boeken, manuscripten, persoonlijke notities en tekeningen. Aan de hand van foto's werd ook de Moorseelse toneelgeschiedenis weer tot leven gebracht.

## Publicaties
- Van Eden tot Ararat, poëzie, 1970.
- Verbale Processie, poëzie, 1971.
- A Giorno, toneel, 1971.
- Kijk. En nog wat, poëzie, 1973.
- Badoer, mijn broer, toneel, 1973.
- Een teken met een ander vergeleken, poëzie, 1974.
- De sprong van de eland, poëzie, 1974.
- Onder de trap, poëzie, 1974.
- Van Belle gedecoreerd, toneel, 1975.
- Brailleschrift voor helderzienden, poëzie, 1978.
- Johanna de Waanzinnige, toneel, 1978.
- De wieg en de kist, toneel, 1980.
- De rede van de spuwberg, poëzie, 1981.
- De rust ebt, de onrust vloedt, toneel, 1982.
- Fata Morgana, toneel, 1982.
- Sam en de muziekdoos, musical voor kinderen, 1984.
- Exit, toneel, 1986.
- Patrick, toneel, 1987.
- Congo, Zaïre, Kongo, toneel, 2005.
- De Tasmaanse buidelwolf, toneel, 2006.